# Phillip Carl Jablonski
Philip Carl Jablonski (nascido em 3 de janeiro de 1946- morto em 29 de dezembro de 2019) foi um serial killer americano condenado por matar cinco mulheres.
Jablonski foi condenado pela morte de Fathyma Vann, 38 anos, em 22 de abril de 1991, em Indio, Califórnia. Vann foi encontrado com as palavras "Eu amo Jesus" esculpidas nas costas dela.
No dia seguinte, 23 de abril de 1991, a esposa de Jablonski, Carol Spadoni Jablonski, 46, e sua mãe, Eva Peterson, 72, foram mortas em sua casa em Burlingame, Califórnia. Carol Spadoni conheceu e se casou com Jablonski em 1982, depois de responder a um anúncio no jornal enquanto Jablonski estava cumprindo pena por assassinar sua primeira esposa, Melinda Kimball, em Palm Springs, Califórnia, em 1978.
Jablonski também foi acusado pelo roubo e subseqüente assassinato de Margie Rogers, 58 anos, em Grand County, Utah, em 27 de abril de 1991. Foi capturado no dia seguinte no Kansas.
Em janeiro de 2006, a Suprema Corte da Califórnia confirmou a sentença de morte de Jablonski em apelação.
Jablonski finalmente faleceu em 29 de dezembro de 2019 em sua cela com sua sentença de morte suspensa.